# مدعاجون
 مدعاجون  بتشديد الميم وضم الجيم وسكون النون، من قرى السهل الجنوبي لضيعة كوخرد، قرية زراعية عامرة ملاصقة لبادية كوخرد الجنوبية، تابعة لناحية كوخرد  (بالفارسية: بخش كوخرد)  من توابع مدينة بستك في محافظة هرمزگان في جنوب إيران. قرية زراعية تقع في محاذات قرية عالي جلال على الضفة الجنوبية لـنهر مهران وتبعد عن عالى جلال لمسافة ثلاث كيلومترات، تقع أسفل هضبة وادي دنكوا، وشرق « هضبة جلالي » في مجرى وادي سدبز التاريخي. من أسماءها: « مزاجان » و« مدحاجون ».

## حدود مدعاجون
من الشمال: نهر مهران، ومن الجنوب سد بز ووادي دنكو، ومن الغرب باغ زرد، ومن الشرق تنتهي ب بيك أحمد وبشكروا.

## آثار مدعاجون
آثار مدعاجون تـتمثل في منازل « قبيلة آلرشيد » وآثار منازل « قبيلة آل جعفر ». بها مزارع النخيل وآبار مياه عذبة، وبركة تسمى: « بركة محمد حاجيان »، كما اشتهرت مدعاجون بكثرة المزروعات وأشجار النخيل وثمارها. ويجلب منها: القسب(1)، والخشف(2)، والجرمة(3)، وغيرها من المنتوجات النخيل.
- يقول في ذلك الشاعر الكبير الحاج يوسف بن جعفر هذه الأبيات الجميلة:

- كذلك قال الشاعر الكبير راستی هذه الأبيات بالفارسية :

- القسب : تمر يابس يتفتت في الفم صلب النواة، وواحدة قسبة.
- الخشف : التمر اليابس، أو أردأ التمر أو اليابس السيء من التمر ويسمى باللهجة المحلية (كُنگِى) وهو طعام للمواشي.
- الجرمة : الجزء المقطوع من شجرة النخيل.

## وصلات خارجية
- الادارية لمحافظة هرمزگان
- الادارية لمحافظة هرمزگان (بلده كوخرد)